# Echenais striata
Echenais striata är en fjärilsart som beskrevs av Percy I. Lathy 1932. Echenais striata ingår i släktet Echenais och familjen Riodinidae. Inga underarter finns listade i Catalogue of Life.